# Académie néocubiste
Académie néocubiste – ou Composition aux trois figures – est un tableau réalisé par le peintre espagnol Salvador Dalí en 1926. Cette huile sur toile représente trois personnages dans un paysage côtier. Elle est conservée au musée de Montserrat, à Monistrol de Montserrat.